# Parafia św. Jana Chrzciciela w Łękińsku
Parafia św. Jana Chrzciciela w Łękińsku – parafia rzymskokatolicka znajdująca się w archidiecezji częstochowskiej, w dekanacie Sulmierzyce.
Kościół parafialny św. Jana Chrzciciela w Łękińsku został zbudowany w latach 1817–1822 w stylu neobarokowym.